# Słoboda (sielsowiet Słoboda)
Słoboda (biał. Слабада; ros. Слобода) – agromiasteczko na Białorusi, w obwodzie mińskim, w rejonie miadzielskim, w sielsowiecie Słoboda. Siedziba władz sielsowietu.
Dawniej Słoboda Żośniańska.
W miejscowości działa parafia prawosławna pw. św. Aleksandra Newskiego.

## Historia
W czasach zaborów w gminie Żośna, w powiecie wilejskim, w guberni wileńskiej Imperium Rosyjskiego.
W latach 1921–1945 wieś leżała w Polsce, w województwie wileńskim, w powiecie duniłowickim, od 1926 w powiecie postawskim, w gminie Żośno.
Według Powszechnego Spisu Ludności z 1921 roku zamieszkiwało tu 175 osób, 72 było wyznania rzymskokatolickiego, 103 prawosławnego. Jednocześnie 65 mieszkańców zadeklarowało polską przynależność narodową, 110 białoruską. Było tu 30 budynków mieszkalnych. W 1931 w 36 domach zamieszkiwało 195 osób.
Wierni należeli do parafii rzymskokatolickiej w Wesołusze i prawosławnej w Żośnie. Miejscowość podlegała pod Sąd Grodzki w Miadziole i Okręgowy w Wilnie; mieścił się tu  urząd pocztowy, który obsługiwał znaczną część gminy Żośno.
W wyniku napaści ZSRR na Polskę we wrześniu 1939 miejscowość znalazła się pod okupacją sowiecką. 2 listopada została włączona do Białoruskiej SRR. Od czerwca 1941 roku pod okupacją niemiecką. W 1944 miejscowość została ponownie zajęta przez wojska sowieckie i włączona do obwodu mińskiego Białoruskiej SRR.
Od 1991 w składzie niepodległej Białorusi.

## Zabytki
- Cerkiew prawosławna pw. św. Aleksandra Newskiego z 1880[7][8], parafialna